# Gonotypus melanostoma
Gonotypus melanostoma là một loài tò vò trong họ Ichneumonidae.